# Ernst Mayr
Ernst Walter Mayr, nemško-ameriški biolog, raziskovalec in filozof znanosti, * 5. julij 1904, Kempten, Nemčija, † 3. februar 2005, Bedford, Massachusetts, ZDA.
Mayr je bil eden najpomembnejših evolucijskih biologov 20. stoletja, katerega delo je pripomoglo k sodobni sintezi teorije evolucije iz Mendlove genetike, sistematike in Darwinovega koncepta evolucije. Pomembno je prispeval tudi k ornitologiji in taksonomiji.

## Življenje
Zanimanje za naravo mu je vzbudil oče, ki je bil sicer pravnik, a ga je zanimalo prirodoslovje. Umrl je, ko je bilo Ernstu 13 let. Družina se je nato preselila v Dresden, kjer je končal gimnazijo in vpisal študij medicine kakor je bila družinska tradicija. Še kot gimnazijec se je priključil lokalnemu ornitološkemu društvu, kjer so starejši kolegi kmalu opazili njegov dar za opazovanje in identifikacijo ptic, kar mu je prineslo priložnost opravljati prostovoljno delo v oddelku za ornitologijo Prirodoslovnega muzeja v Berlinu.
Medicino je študiral na Univerzi v Greifswaldu. Greifswald je izbral izključno zato, ker leži v ornitološko posebej zanimivem delu Nemčije. Kmalu ga je kolega Erwin Stresemann prepričal, da opusti študij medicine in se pridruži ekipi berlinskega muzeja. Tako je leta 1926 pri 21 letih starosti doktoriral iz ornitologije na Univerzi v Berlinu in se zaposlil v muzeju. Naslednje leto je spoznal Walterja Rothschilda, bankirja in naravoslovca ter zanj vodil odpravo na Novo Gvinejo, kjer je zbiral primerke ptičev. V Nemčijo se je vrnil leta 1930, naslednje leto pa je odšel v Združene države, kjer je prevzel mesto kustosa v Ameriškem prirodoslovnem muzeju v New Yorku. V tem času je izšla njegova prva knjiga, Systematics and the Origin of Species (Sistematika in izvor vrst), v kateri je podal svojo sintezo teorije evolucije.
Leta 1953 se je zaposlil na Univerzi Harvard, kjer je med letoma 1961 in 1970 opravljal tudi funkcijo direktorja Muzeja primerjalne zoologije. Kot častni profesor zoologije se je upokojil leta 1975, a ostal aktiven raziskovalec in od takrat do svoje smrti objavil še preko 200 člankov ter več knjig.
Za svoje delo je prejel več nagrad, med drugim prestižno Darwin-Wallaceovo medaljo Linnejevega društva v Londonu leta 1958 in ameriško nacionalno medaljo znanosti.

## Prispevek k teoriji evolucije
Mayr je pomembno prispeval k razumevanju organične evolucije s tem, ko je postavil definicijo vrste kot skupine ne samo morfološko podobnih organizmov, temveč skupino organizmov, ki se lahko križajo izključno med seboj. Na tej podlagi je predpostavil, da nove vrste nastajajo tako, da manjše populacije organizmov postanejo izolirane od matične, npr. na osamljenih otokih (t. i. peripatrična speciacija). Izolirane populacije se razvijejo v samostojne vrste zaradi pojavov naravne selekcije in genetskega zdrsa. Ta model, ki temelji na Mayrjevem delu s ptiči, se še vedno uporablja pri razlagi nastanka novih vrst, čeprav poznamo tudi druge načine speciacije.
Zavračal je redukcionizem v sodobni biologiji in bil eden pomembnejših kritikov Dawkinsovega pogleda na evolucijo, ki predpostavlja, da so geni osrednji subjekt naravne selekcije, organizmi kot celota pa imajo postransko vlogo.

### Knjige
- Mayr, Ernst (1942). Systematics and the origin of species, from the viewpoint of a zoologist. Cambridge: Harvard University Press. ISBN 0-674-86250-3.
- Mayr, Ernst (1966). Animal Species and Evolution. Cambridge, Mass: Belknap Press. ISBN 0-674-03750-2.
- Mayr, Ernst (1970). Populations, Species, and Evolution : An Abridgment of Animal Species and Evolution. Cambridge, Mass: Belknap Press. ISBN 0-674-69013-3.
- Mayr, Ernst (1976). Evolution and the Diversity of Life : Selected Essays. Cambridge, Mass: Belknap Press. ISBN 0-674-27105-X.
- Mayr, Ernst (1982). The Growth of Biological Thought: Diversity, Evolution, and Inheritance. Cambridge, Mass: Belknap Press. ISBN 0-674-36446-5.
- Mayr, Ernst (1988). Toward a New Philosophy of Biology: Observations of an Evolutionist. Cambridge: Harvard University Press. ISBN 0-674-89666-1.
- Ashlock, Peter D.; Mayr, Ernst (1991). Principles of systematic zoology. New York: McGraw-Hill. ISBN 0-07-041144-1.
- Mayr, Ernst (1991). One Long Argument: Charles Darwin and the Genesis of Modern Evolutionary Thought (Questions of Science). Cambridge: Harvard University Press. ISBN 0-674-63906-5.
- Mayr, Ernst (1997). This is biology: the science of the living world. Cambridge: Belknap Press of Harvard University Press. ISBN 0-674-88469-8.
- Diamond, Jared M.; Mayr, Ernst (2001). The birds of northern Melanesia: speciation, ecology & biogeography. Oxford [Oxfordshire]: Oxford University Press. ISBN 0-19-514170-9.
- Mayr, Ernst (2001). What evolution is. New York: Basic Books. ISBN 0-465-04426-3.
- Mayr, Ernst (2004). What makes biology unique?: considerations on the autonomy of a scientific discipline. Cambridge, UK: Cambridge University Press. ISBN 0-521-84114-3.